# Jorge Báthory
El conde Jorge Báthory de Ecsed (en húngaro: György Báthori o Báthory), fue un noble húngaro del siglo XVI, padre de la famosa Isabel Báthory y cuñado del Rey de Polonia Esteban I Báthory.

## Biografía
No se conoce la fecha exacta del nacimiento de Jorge, pero se sabe que fue hijo de Andrés Báthory de Ecsed y de su esposa Catalina Rozgonyi de Rozgony. Su padre era ispán de la provincia de Szatmár y a partir de 1521 fue gobernador de Belgrado. En 1552 se alió al rey Fernando I de Habsburgo, quien intentaba forzar a Juan Segismundo Szapolyai a renunciar a sus pretensiones sobre el trono húngaro. El rey Luis II de Hungría había muerto en la batalla de Mohács en 1526 y el trono había quedado vacío. El padre de Juan Segismundo Szapolyai, se había hecho coronar como Juan I de Hungría y al poco tiempo Fernando de Habsburgo consiguió hacer lo mismo. De esta manera surgieron dos antirreyes quienes clamaban la corona para sí mismos. Tras la muerte de Juan I, su hijo Juan Segismundo continuó con sus pretensiones, mientras Fernando I cada vez más se acercaba a realizarlas, pues el joven húngaro era rey electo más no coronado, mientras que el germánico si. Ante esta compleja situación, Jorge Báthory eventualmente siguió a Juan Segismundo, y asedió en 1556 la ciudad de Várad bajo control de los Habsburgos. Por su traición, Fernando le suprimió sus derechos sobre el castillo de Buják.
Sin embargo, una década después, en 1565, Jorge Báthory se alió con el hijo del fallecido Fernando, Maximiliano II de Habsburgo, quien también tenía el título de rey de Hungría asedió el castillo de Erdőd para Maximiliano donde su hermano Buenaventura también tomó parte. Jorge acordó entonces con Lázaro Schwendi, comandante general germánico, que el dinero y otros productos menores darían a manos de Báthory, quien después cambió su residencia al castillo de Csicsvár, en la provincia de Borsod. 
La esposa de Jorge Báthory fue su prima Ana Báthory de Somlya, hija de Esteban Báthory de Somlya.

## Matrimonio e hijos
De su matrimonio con la condesa Ana Báthory de Somlya nacieron cuatro hijos:
- Esteban (cuya esposa era Eufrosina Drugeth) ispán de las provincias de Somogy, Szabolcs y Szatmár.
- Isabel Báthory (1560-1614), apodada "la condesa sangrienta", esposa del noble Francisco Nádasdy.
- Clara, que fue tomada como esposa por Miguel Váradi.
- Sofía, que fue tomada como esposa por Andrés Figedi.